# Muhamaliyah
L'illa Muhamaliyah és una illa de l'emirat d'Abu Dhabi (Emirats Àrabs Units) a uns 15 km de la costa de l'emirat (al sud) i de la península de Silaa (a l'oest), a uns 10 km al sud-oest de les illes Al-Yasat, i a 10 km al sud en línia recta de l'illot Umm al-Hatab.
La seva màxima altura és de 9 metres i mesura 250 metres de llarg per una amplada d'un 50 metres. És una illa formada per roca i arena. La seva importància deriva de la presència d'una colònia de cormorans de Socotora (Phalocrocorax nigrogularis). El guano de l'illa fou recollit sota llicència des de la fi del segle xix fins a la primera meitat del segle xx. No hi ha cap aigua potable. Està rodejada de corals que semblen en força bon estat però que sens dubte van patir els efectes de les temperatures anòmalament altes dels estius de la darreria dels anys noranta al Golf Pèrsic.